# Agaricus macrosporus
Agaricus macrosporus là một loài nấm ăn được hiếm mọc từ tháng 6 trên gỗ và ở đồng cỏ.

## Các loài tương tự
Có các loài nguy hiểm hơn tương tự loài này có thể gây ngộ độc là Amanita phalloides và Amanita pantherina. Agaricus excellens khác nhau ở chỗ nó cao hơn và mảnh hơn và có sọc dọc theo chiều dài. Agaricus augustus không co màu trắng tinh khiết trên mũ ở cá thể non.

## Hình ảnh

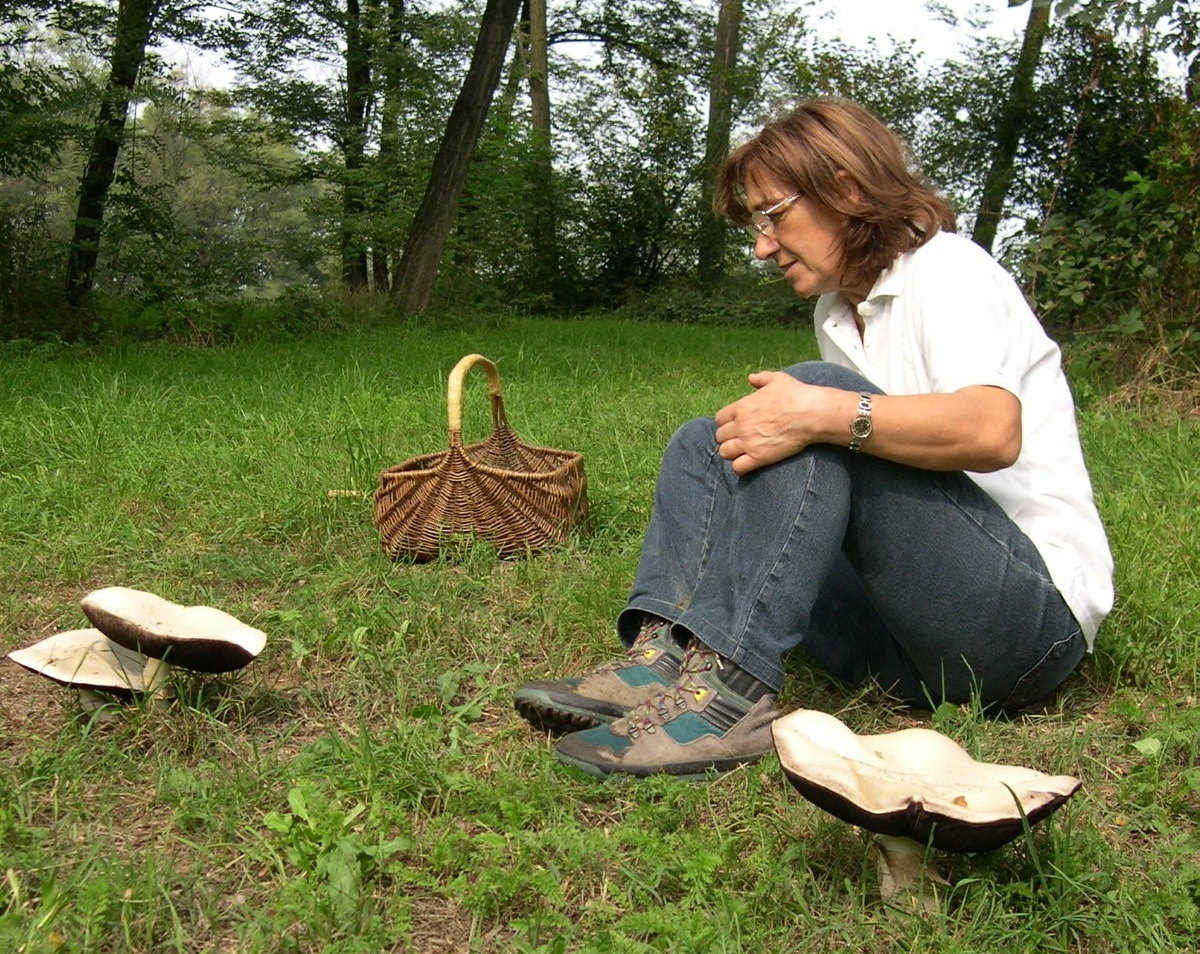
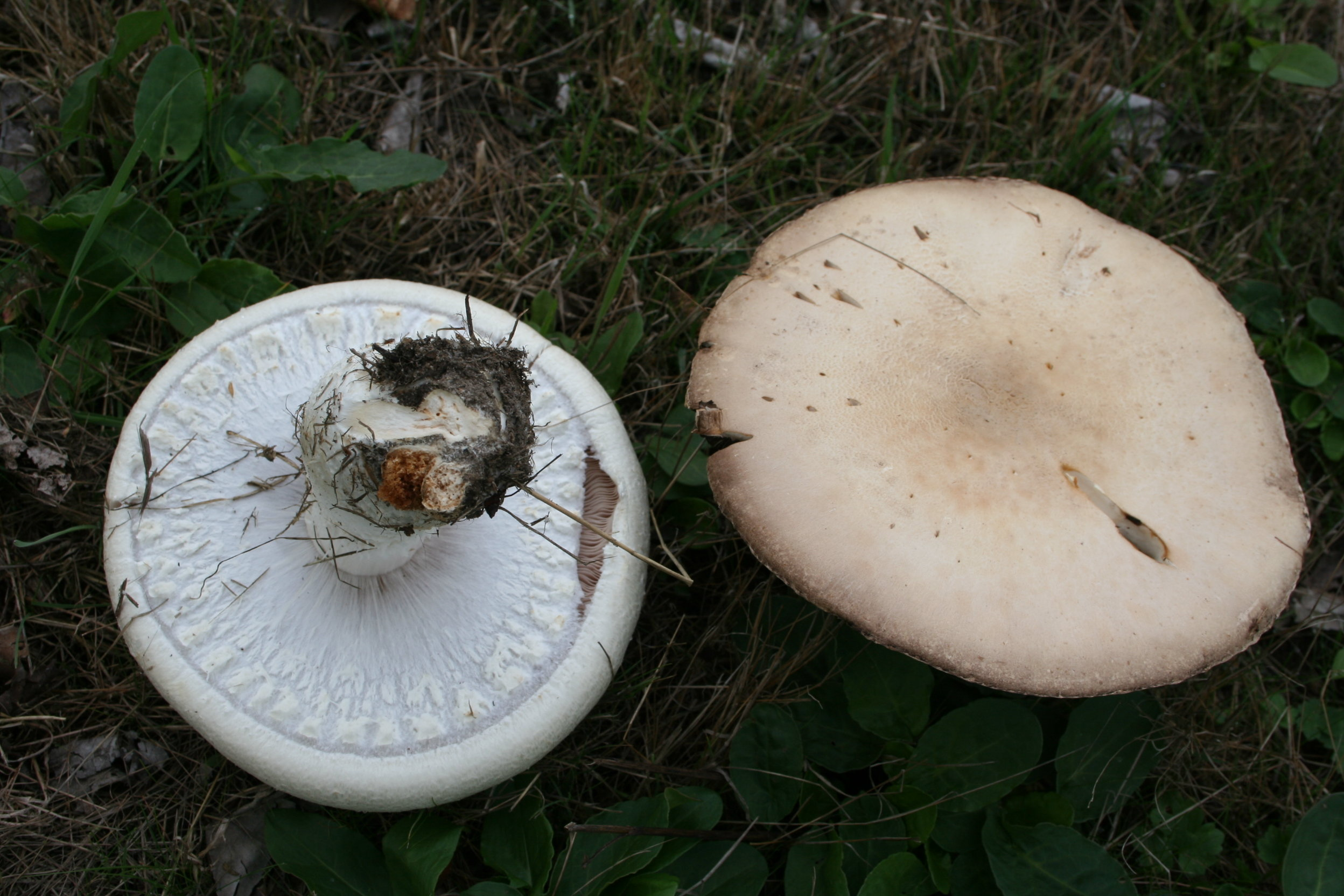